# كبريتات الصوديوم (صفحة البيانات)
توفر هذه الصفحة بيانات كيميائية تكميلية عن مادة كبريتات الصوديوم ( sodium sulfate).

## بيانات سلامة المادة
للتعامل مع هذه المادة الكيميائية يتوجب اتخاذ احتياطات أمان كبيرة جدا. إضافة إلى ذلك، فمن المستحسن بشدة البحث عن ورقة بيانات السلامة ( SDS ) لهذه المادة الكيميائية من الشركة المصنعة و اتباع توجيهاتها بالكامل.

## البنية و الخصائص
| البنية والخصائص            | البنية والخصائص |
| -------------------------- | --- |
| معامل الانكسار ، ن د       | |
| رقم آبي                    | ؟ |
| ثابت العزل الكهربائي ، ε r | لا مائي: 7.90 عند درجة حرارة الغرفة </br> ديكاهيدرات: 5.0 عند درجة حرارة الغرفة </br> خماسي الهيدرات: 7 عند 250-290 كلفن    |
| قوة الرابطة                | ؟ |
| طول الرابطة                | ؟ |
| زاوية الرابطة              | ؟ |
| القابلية المغناطيسية ، χ م | لا مائي: -52 × 10 −6 سم 3 مول −1 </br> ديكاهيدرات: -184 × 10 −6 سم 3 مول −1                                                 |
| التوتر السطحي              | 194.8 داين / سم (194.8 مل نيوتن / متر ) (عند 900 درجة مئوية) </br> 184.7 داين/سم (184.7 مل نيوتن/متر) (عند 1077 درجة مئوية) |

## الخصائص الديناميكية الحرارية
| سلوك الطور | سلوك الطور |                      |
| --- | --- | -------------------- |
| النقطة الثلاثية | ? K (? °C), ? Pa |                      |
| النقطة الحرجة | ? K (? °C), ? Pa |                      |
| التغير القياسي في المحتوى الحراري للاندماج, ΔfusHo                                                                                        | 200.8 كيلوجول/مول |                      |
| التغير القياسي في الإنتروبيا للاندماج، ΔfusSo                                                                                             | ? J/(mol·K) |                      |
| التغير القياسي في المحتوى الحراري للتبخر، ΔvapHo                                                                                          | ? kJ/mol |                      |
| التغير القياسي في الإنتروبيا للتبخر، ΔvapSo                                                                                               | ? J/(mol·K) |                      |
| خصائص المواد الصلبة | |                      |
| التغير القياسي في المحتوى الحراري للتكوين، ΔfHoصلب                                                                                        | -1387.1 كيلوجول/مول |                      |
| الإنتروبيا المولية القياسية، Soصلب | 149.6 J/(mol K) |                      |
| السعة الحرارية، cp | 128.2 J/(mol K) |                      |
| تغير المحتوى الحراري للحل | 2.1 J/(mol K) |                      |
| خصائص السائل | |                      |
| تغير المحتوى الحراري القياسي للتكوين، ΔfHoسائل                                                                                            | ? kJ/mol |                      |
| الإنتروبيا المولية القياسية، Soسائل | ? J/(mol K) |                      |
| السعة الحرارية، cp | ? kJ/(mol K) |                      |
| خصائص الغاز<ref name="NIST">"كبريتات الصوديوم". NIST. اطلع عليه بتاريخ 2007-06-14. ... التغير القياسي في المحتوى الحراري للتكوين، ΔfHoغاز | خصائص الغاز<ref name="NIST">"كبريتات الصوديوم". NIST. اطلع عليه بتاريخ 2007-06-14. ... التغير القياسي في المحتوى الحراري للتكوين، ΔfHoغاز | -1033.62 كيلوجول/مول |
| الإنتروبيا المولية القياسية، Soغاز | 346.84 جول/(مول كلفن) |                      |
| السعة الحرارية، cp | ? J/(مول كلفن) |                      |